# Premonició
Premonició  (títol original en anglès: The Gift) és una pel·lícula estatunidenca dirigida per Sam Raimi, estrenada l'any 2001. Ha estat doblada al català

## Argument
Annie Wilson es guanya la vida llegint les cartes als habitants del seu poble de Brixton a Geòrgia. Té un autèntic do de clarividència. En les seves consultes, Valerie Barksdale li parla del seu marit Donnie que la copeja constantment però del qual no arriba a separar-se, malgrat els consells repetits d'Annie. Donnie Barksdale, sabent que la seva dona contínua fent-se tirar les cartes, amenaça Annie i els seus tres fills de mort.
Poc temps després, Annie coneix  Jessica King, la promesa de Wayne Collins. Té una visió mòrbida del futur de la jove. La policia demana llavors ajuda a Annie per la seva investigació sobre la desaparició de Jessica. Annie descobreix que la jove tenia una relació amb Donnie.

## Repartiment
- Cate Blanchett: Annabelle « Annie » Wilson
- Giovanni Ribisi: Buddy Cole
- Keanu Reeves: Donnie Barksdale
- Katie Holmes: Jessica King
- Greg Kinnear: Wayne Collins
- Hilary Swank: Valerie Barksdale
- Michael Tirar: Gerald Weems
- Kim Dickens: Linda
- Gary Cole: David Duncan
- Rosemary Harris: l'àvia d'Annie
- J. K. Simmons: xèrif Pearl Johnson
- Chelcie Ross: Kenneth King
- John Beasley: Albert Hawkins
- Danny Elfman: Tommy Lee Ballard

## Producció

### Gènesi i desenvolupament
El guió va ser escrit per Tom Epperson i Billy Bob Thornton, que abans havien escrit junts diversos guions, com Pas en fals. Billy Bob Thornton s'hauria  inspirat dels dons de vidència de la seva pròpia mare per escriure aquesta història. D'altra banda, Billy Bob Thornton  havia estat dirigit per Sam Raimi a A Simple Plan l'any 1998.

### Rodatge
El rodatge va tenir lloc a l'Estat de Geòrgia (Comtat de Effingham, Guyton, Springfield, Thunderbolt) principalment a Savannah." La pel·lícula és enginyosa en la seva trama, variada en els seus personatges, ferma en la direcció i afortunada en tenir  Cati Blanchett. (...) Puntuació: ★★★ (sobre 4)."
| «           | Hi ha a Savannah roures extraordinaris de formes turmentades i nuades. Són testimonis, als ulls del públic, que un altre món podria existir, una força sobrenatural… Aquests arbres ens diuen que la vida és potser molt més misteriosa i que no podem percebre-ho. El personatge de Cate Blanchett és capaç d'això: tenir una percepció de la realitat més enllà de la nostra… | » |
| — Sam Raimi | |   |

## Picada d'ull
El cotxe d'Annie és un Delta Oldsmobile 88 de 1973, que apareix a la saga Evil Dead i a la majoria dels films de Sam Raimi.